# Дженнингс, Ник
Николас «Ник» Дженнингс (англ. Nicholas «Nick» Jennings; род. 1965, Сонома, Калифорния) — американский аниматор, арт-директор, сценарист. Более известен по работе над мультсериалами «Губка Боб Квадратные Штаны», «Суперкрошки» и «Так и волшебная сила Жужу».

## Биография и карьера
Николас Дженнингс родился 8 июля 1965 году в городе Сонома, штат Калифорния, США.
Дженнингс начал свою карьеру в 1992 году в 27 лет с пилотной серии «Новой жизни Рокко» — «Trash-O-Madness», где выполнял роль ассистента продюсера. Позже он присоединился к самому мультсериалу про Рокко в качестве сценариста, фонового художника и арт-директора — там он познакомился с такими людьми, как Стивен Хилленберг, Дерек Драймон, Тим Хилл, Марк О’Хэр, Алан Смарт и другими. После закрытия «Новой жизни Рокко» принимал участие в других проектах Nickelodeon — «Крутые бобры», «Эй, Арнольд!» и «Котопёс». В ходе этого Дженнингс объединился со своими коллегами по «Рокко» — Хилленбергом, Драймоном и Хиллом для создания мультсериала «Губка Боб Квадратные Штаны»; во время разработки Хилленберг и Драймон занимались концепцией, а Дженнингс — оформлением рисунков. В ходе первых трёх сезонов Губки Боба Ник проработал арт-директором мультсериала. После выхода первого фильма про Губку Боба Дженнингс покинул проект, а его должность арт-директора мультсериала занял Питер Беннетт.
После Губки Боба Дженнингс работал в новом мультсериале Джо Мюррэя, «Лагерь Лазло», а также совместно с Джедом Спингэрном и Митчем Уотсоном создал новый мультсериал для Nickelodeon — «Так и волшебная сила Жужу». После Nickelodeon Ник ушёл в «Cartoon Network Studios», где работал в таких проектах, как «Время приключений» и «Суперкрошки». В 2014 году Дженнингс получил премию «Эмми» за «Выдающиеся индивидуальные достижения в области анимации» за работу над эпизодом «Время приключений» — «Wizards Only, Fools».

## Фильмография
| Год       | Название                           | Примечания                                                                           |
| --------- | ---------------------------------- | ------------------------------------------------------------------------------------ |
| 1992—1996 | Новая жизнь Рокко                  | Сценарист, арт-директор, фоновый художник, оформитель, аниматор, ассистент продюсера |
| 1996—2000 | Ох уж, эти детки                   | Руководитель по дизайну                                                              |
| 1996—1997 | Эй, Арнольд!                       | Фоновый художник                                                                     |
| 1997—1998 | Крутые бобры                       | Фоновый художник                                                                     |
| 1998—1999 | Котопёс                            | Фоновый художник, оформитель                                                         |
| 1999—2004 | Губка Боб Квадратные Штаны         | Разработчик, арт-директор                                                            |
| 2004      | Губка Боб Квадратные Штаны         | Арт-директор                                                                         |
| 2005—2008 | Лагерь Лазло                       | Арт-директор, фоновый художник                                                       |
| 2007      | Diggs Tailwagger                   | Арт-директор, фоновый художник                                                       |
| 2007—2009 | Так и волшебная сила Жужу          | Соавтор, исполнительный продюсер                                                     |
| 2009—2010 | Удивительные злоключения Флэпджека | Фоновый художник                                                                     |
| 2011      | Гуппи и пузырики                   | Арт-директор                                                                         |
| 2012—2014 | Обычный мультик                    | Фоновый художник                                                                     |
| 2016—2019 | Суперкрошки                        | Соавтор, режиссёр, монтажёр, исполнительный продюсер                                 |